# Tijon Uspenski
Tijon Uspenski (o Tychone Uspensky) fue un botánico y naturalista ruso del siglo XIX, quien trabajó en la Sociedad Naturalista de Moscú.
En cirílico su nombre se escribe: Ти́хон Успе́нский.
Vivió entre fines del siglo XVIII y mediados del siglo XIX.

## Algunas publicaciones
- (texto sobre espermatófitas) 1834. Atriplex mollis Uspenski (boletín). Moscú: Sociedad Imperial de Naturalistas de Moscú, 7: 370

- 1834. Descriptio urbis Ekatherinenburgensis ejiisdemquc districtus medico-topographica. VII
- La abreviatura «Uspenski» se emplea para indicar a Tijon Uspenski como autoridad en la descripción y clasificación científica de los vegetales.[1]